# Ayencourt
Ayencourt le Monchel é uma comuna francesa na região administrativa de Altos da França, no departamento de Somme. Estende-se por uma área de 4,67 km². Em 2010 a comuna tinha 193 habitantes (densidade: 41,3 hab./km²).